# King's College Chapel
Pour les articles homonymes, voir King's College.
King's College Chapel est le nom de la chapelle de King's College, l'un des 31 collèges de l'université de Cambridge. Ce bâtiment est l'un des plus beaux exemples de l'architecture gothique anglaise appelée gothique perpendiculaire, alors que le jubé construit en 1532-1536 séparant la nef du chœur a été qualifié par l'historien d'art Nikolaus Pevsner comme étant « le plus exquis exemple de décoration italienne encore présent en Angleterre ».

## Construction

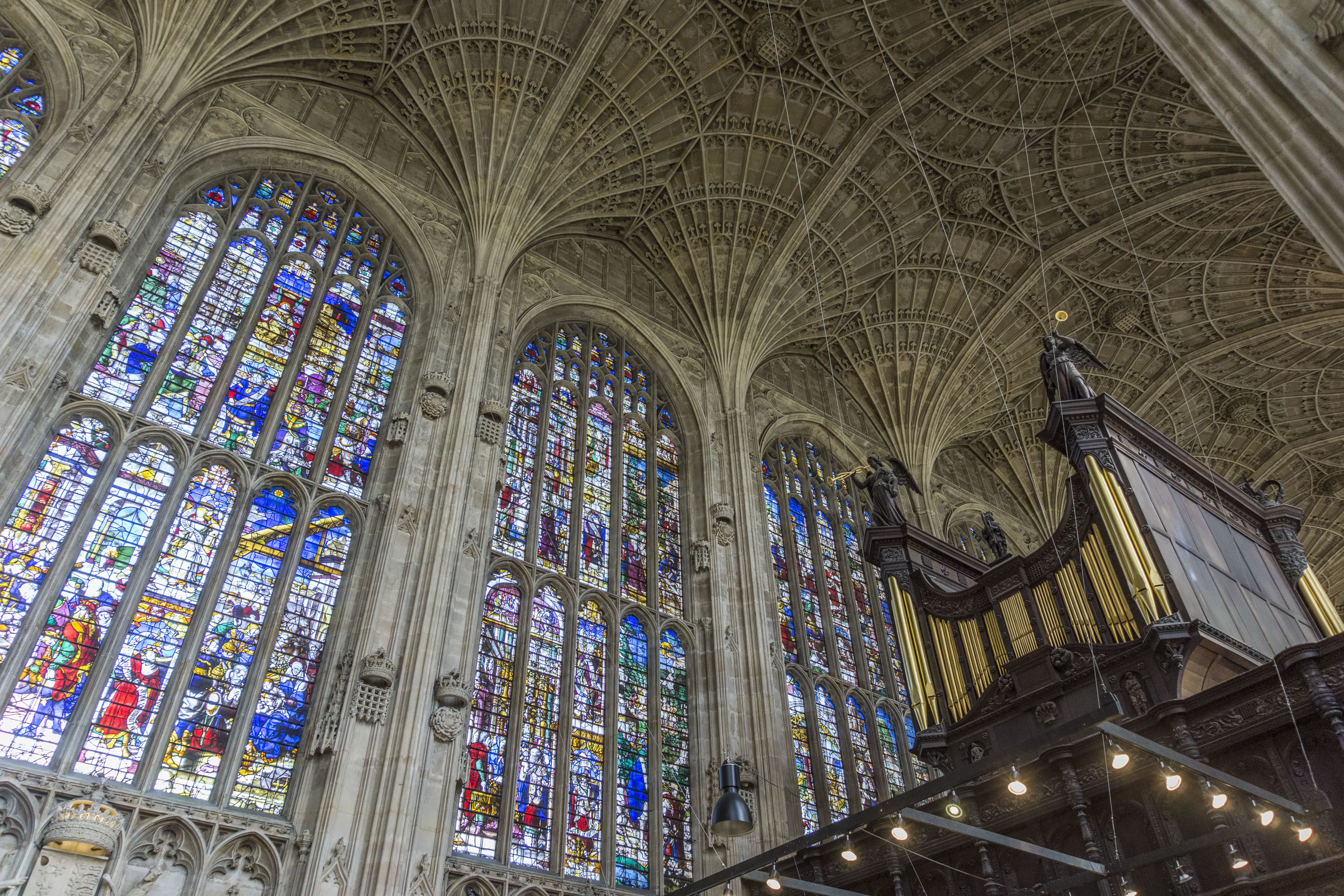
Voûte en éventail de la chapelle.

La chapelle a été construite à l'initiative du roi Henri VI. C'est lui qui a décidé des dimensions mais il n'est pas clairement établi qui en fut l'architecte. La première pierre a été posée le 25 juillet 1446, jour de la Saint James, le collège ayant lui-même été bâti en 1441.
À la fin du règne de Richard III en 1485 et malgré la guerre des Deux-Roses, cinq travées avaient été construites et un toit en bois érigé. Henri VII l'a visité en 1506 et a payé pour que les travaux reprennent. Il a légué suffisamment d'argent pour que la construction puisse se poursuivre après sa mort. En 1515, sous le règne d'Henri VIII, le bâtiment avait été achevé.
La chapelle a une longueur totale de 88 m et la largeur de la voûte principale est de 12 m. La hauteur intérieure est de 24 m et la hauteur extérieure est de 29 m. Elle a la plus grande voûte en éventail au monde, des vitraux et la peinture l'Adoration des mages par Rubens, peinte en 1634 pour le couvent des religieuses de Louvain en Belgique. L'œuvre de Rubens a été installée dans la chapelle en 1968.

## Les vitraux

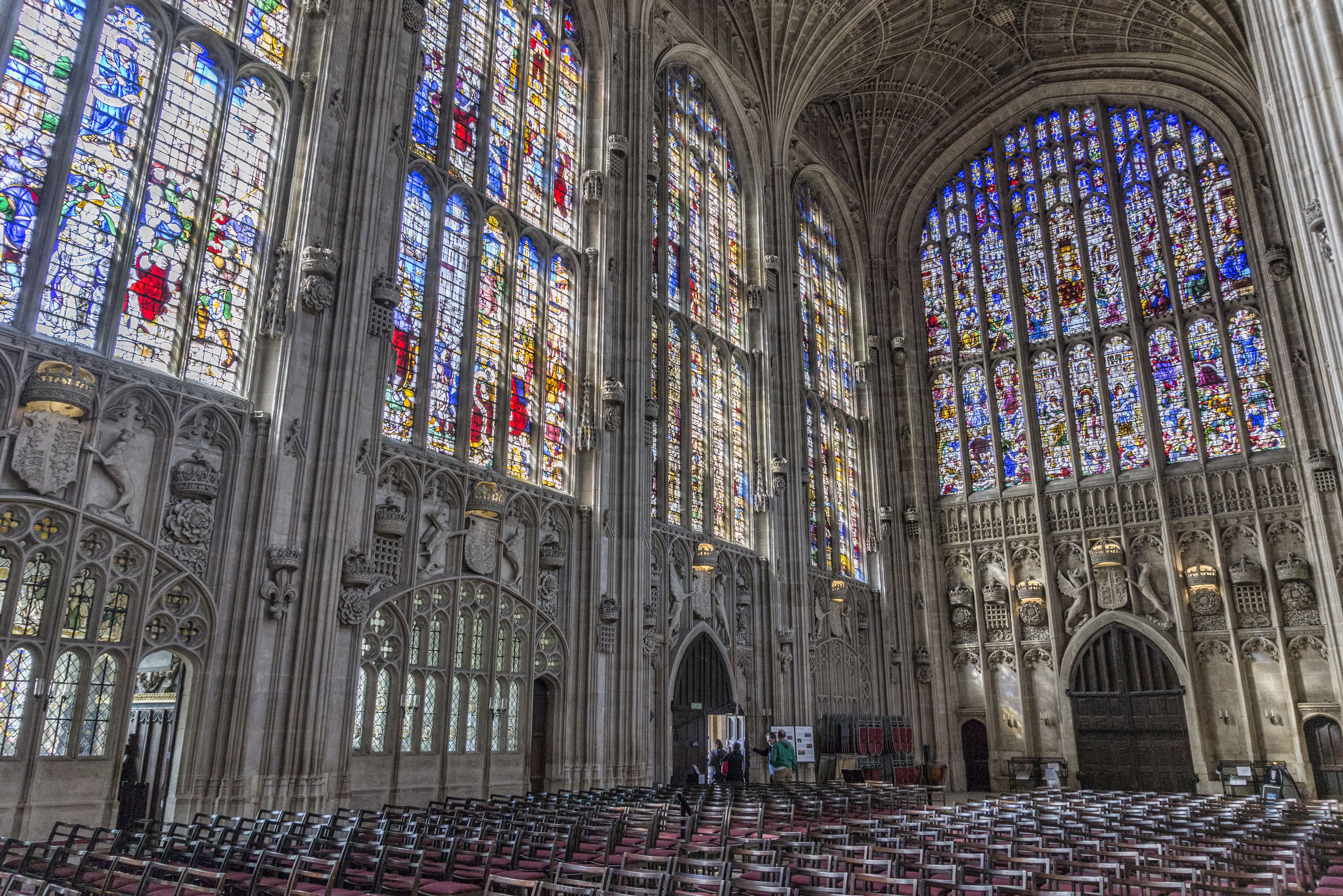
Une partie des vitraux.

Les vitraux de chapelle de King's College sont parmi les plus beaux vitraux de cette époque. La chapelle en compte douze grands de chaque côté de la nef et deux encore plus grands aux extrémités est et ouest. À l'exception du vitrail est, ils sont tous d'origine flamande et datent de 1515 à 1531. Barnard Flower (en), le premier non britannique à être nommé peintre verrier du roi (King's Glazier), en a réalisé quatre vitraux. Gaylon Hone en a réalisé seize autres ainsi que celui de l'extrémité est entre 1526 et 1531. Les quatre derniers ont été réalisés par Francis Williamson et Symon Symondes. Le dernier vitrail, celui du mur est, réalisé par Clayton and Bell date de 1879.

## Activité de la chapelle

Cambridge City Council.

La chapelle est toujours un lieu de prière et de recueillement mais accueille aussi des concerts et certaines cérémonies des collèges. Le fameux chœur du King's College est composé de choristes étudiants de King's College ou de choristes plus jeunes venant de la King's College School. La chorale chante pour les cérémonies religieuses pratiquement tous les jours durant les trimestres d'étude mais donne aussi des concerts parfois enregistrés et diffusés à la radio. Depuis de nombreuses années, le service de Noël Nine Lessons and Carols (en) est ainsi diffusé par la BBC depuis la chapelle la veille de Noël[réf. souhaitée]. Il existe de plus un chœur mixte qui chante tous les lundis pour la veillée.
La chapelle de King's College est un des symboles de Cambridge et se retrouve même sur le logo du conseil municipal.

## Galerie

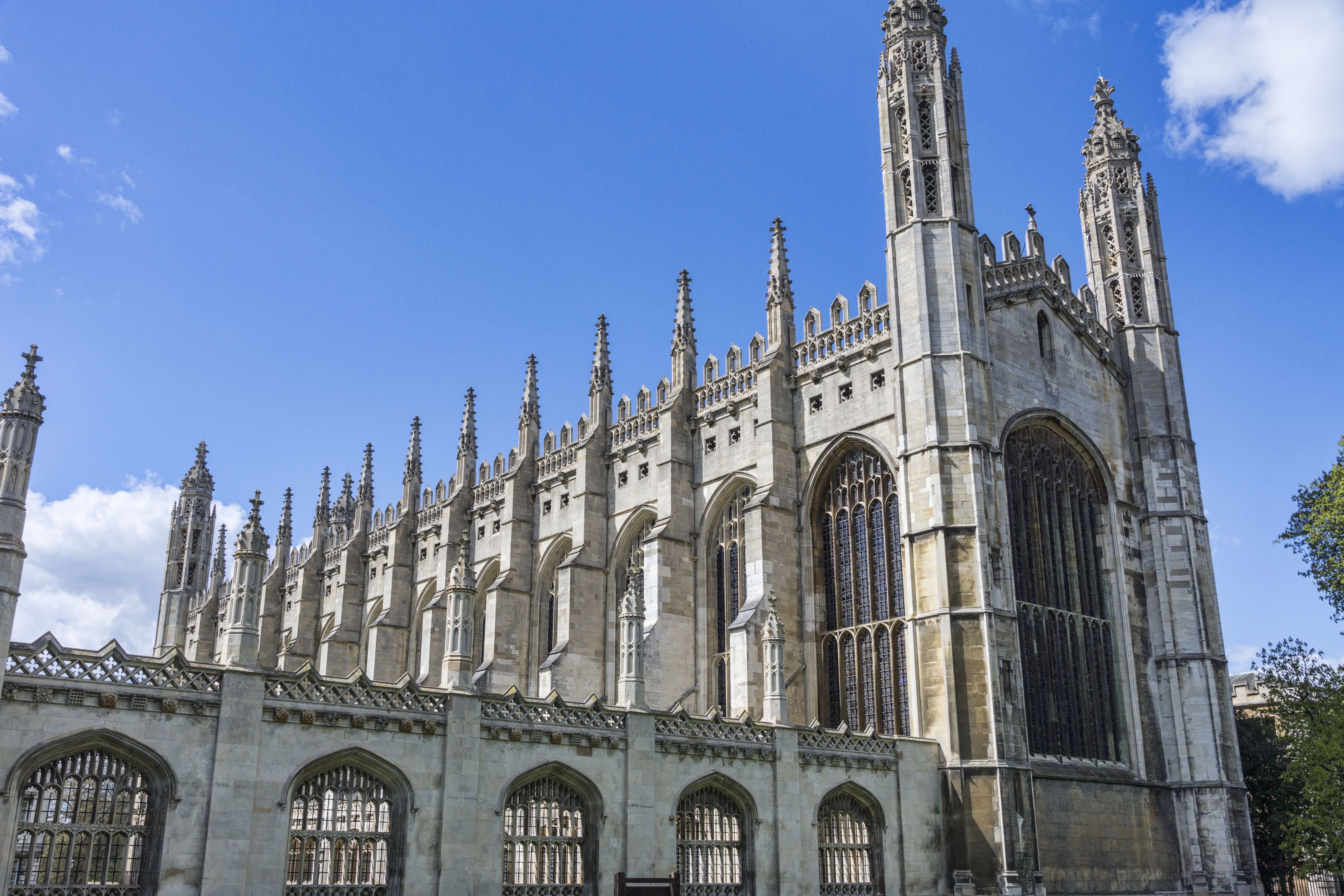
Vue depuis King's Parade.
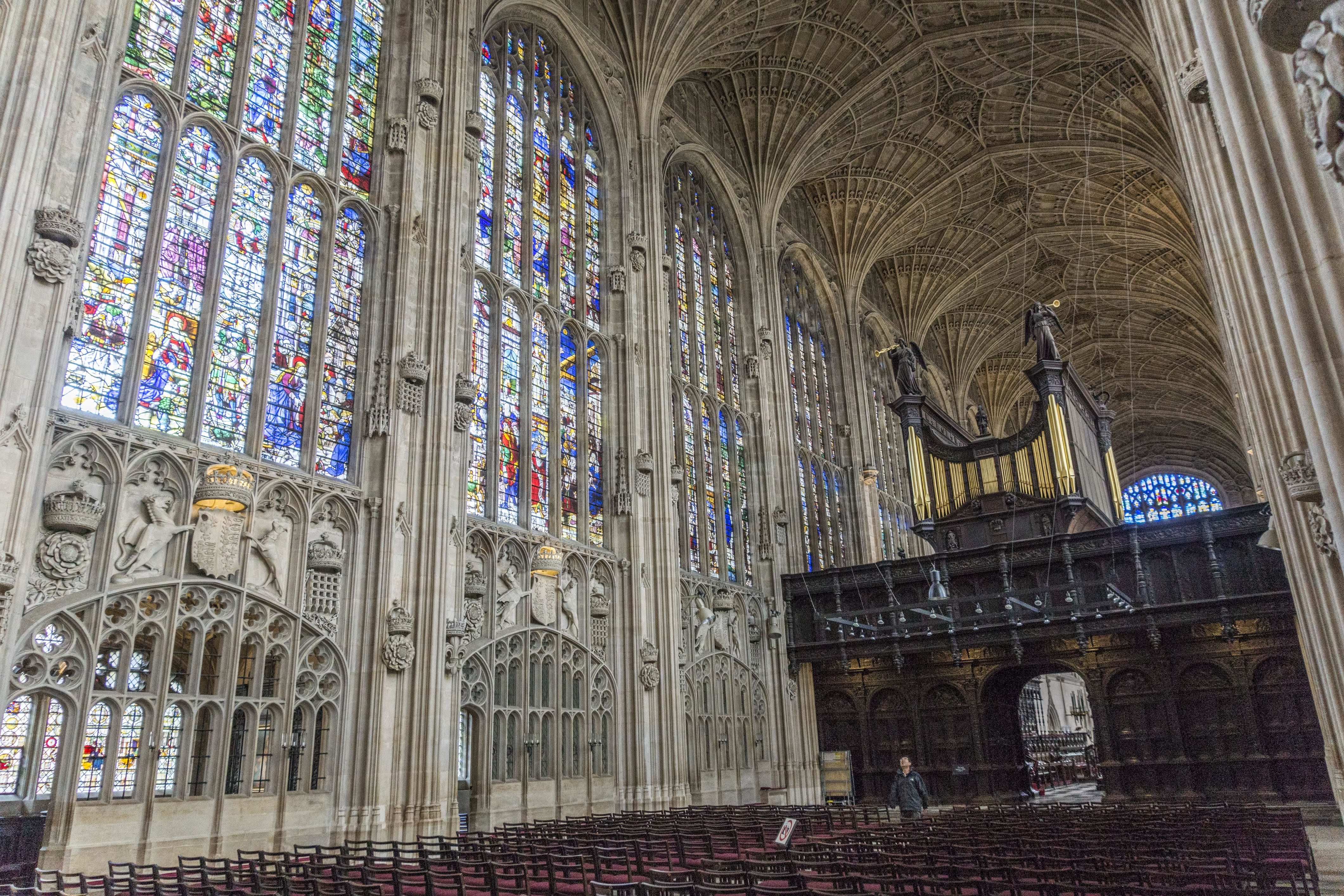
Vue générale de l'intérieur de la King's Chapel.
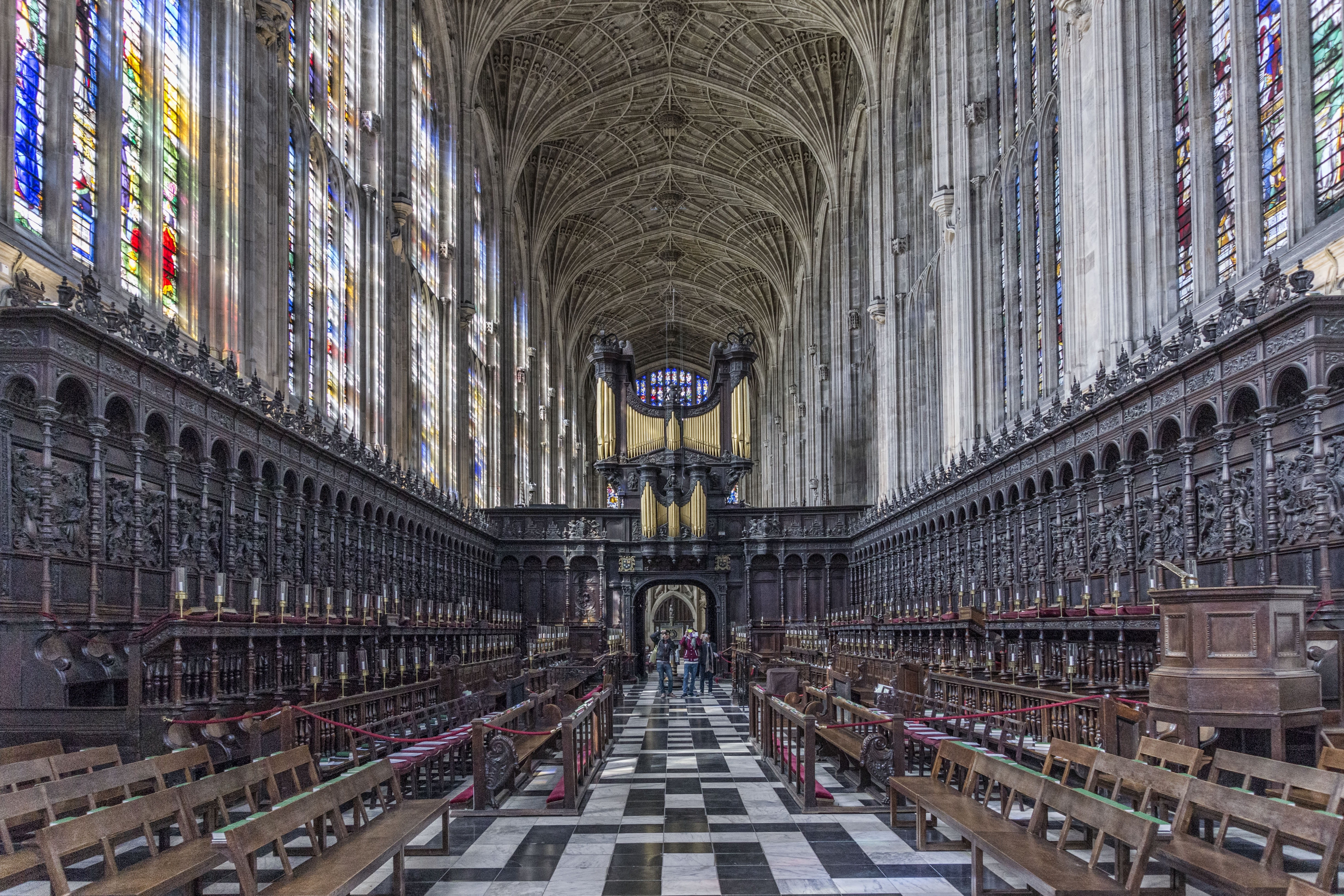
Vue sur les stalles dans le chœur.
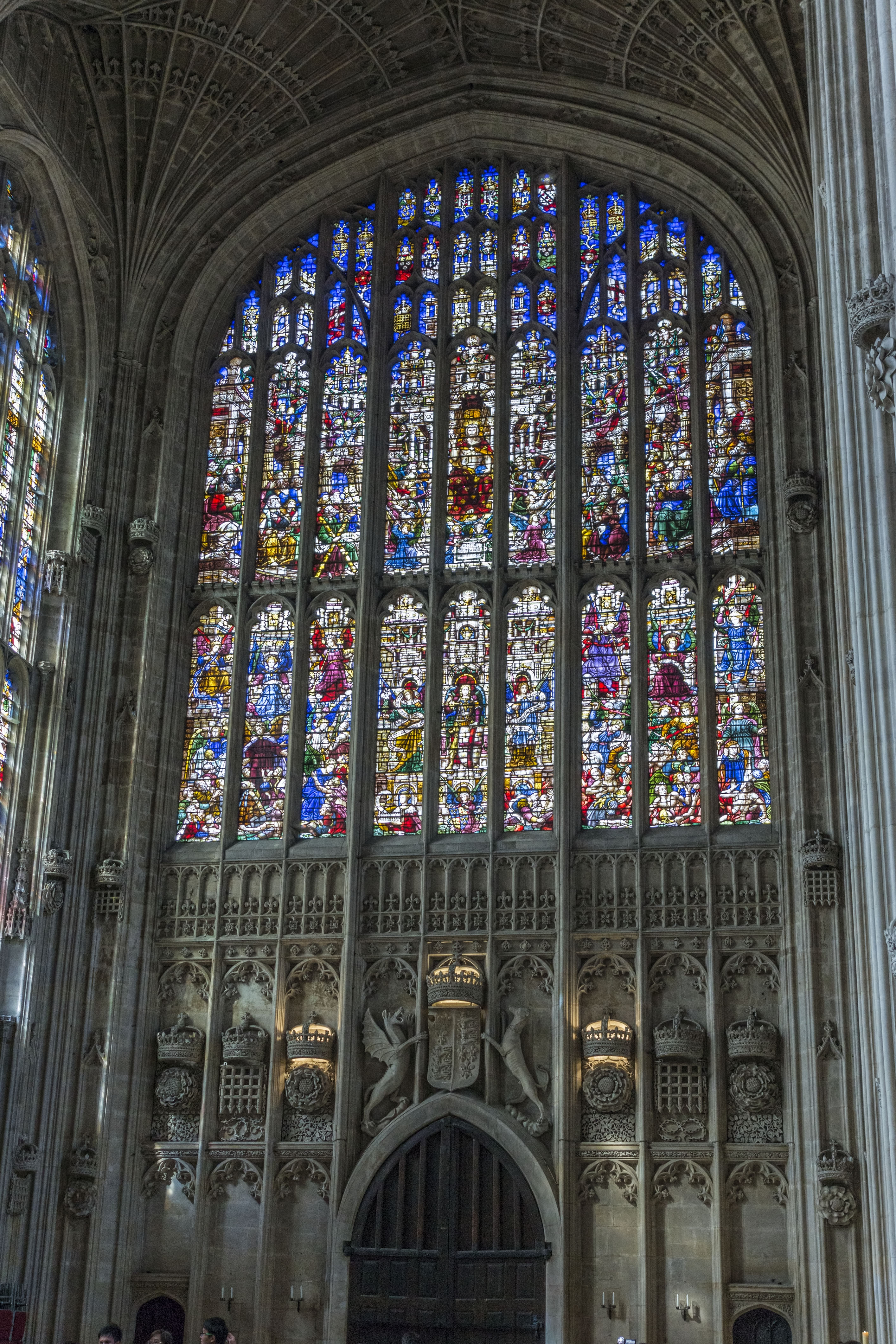
Vitraux de la façade principale.
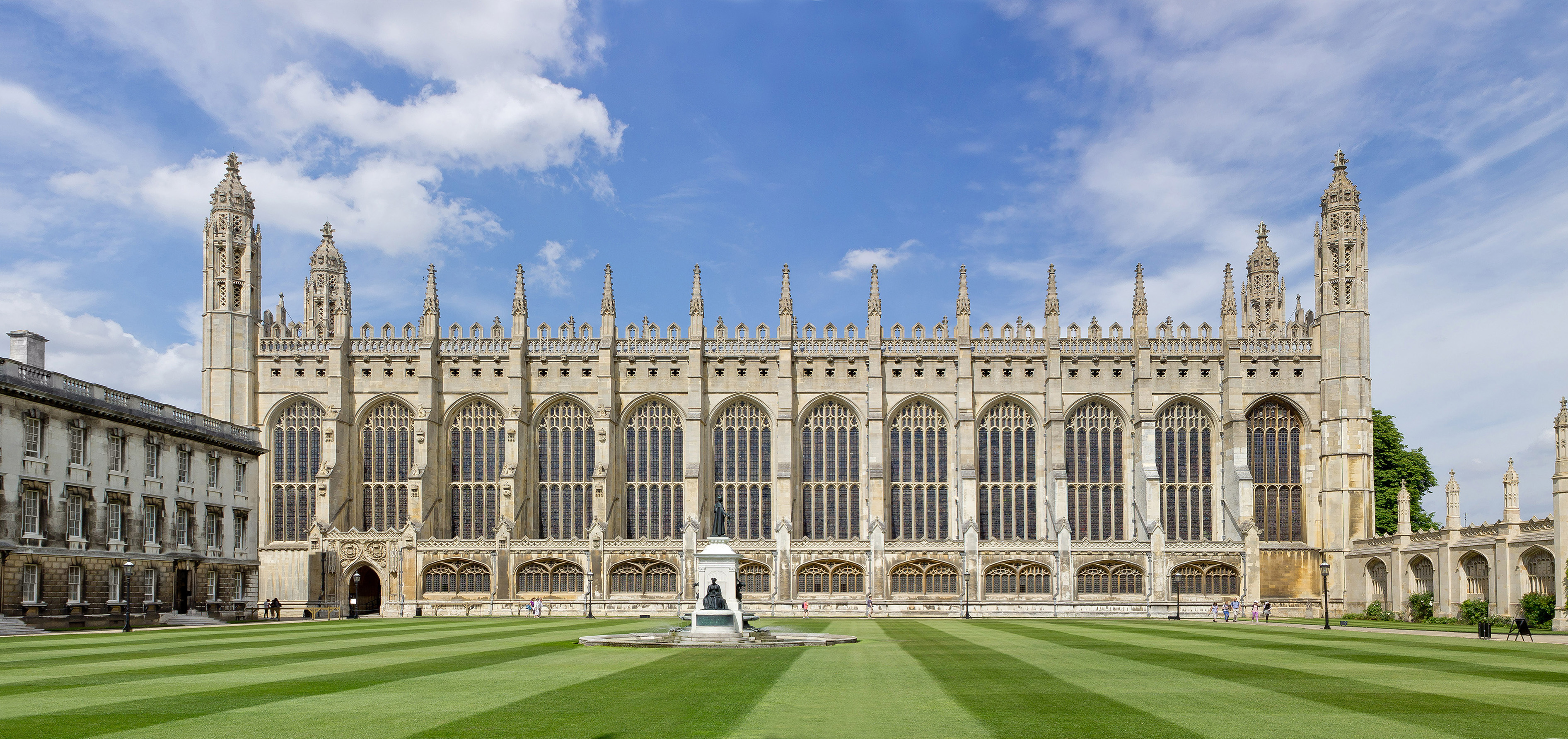
Vue latérale.
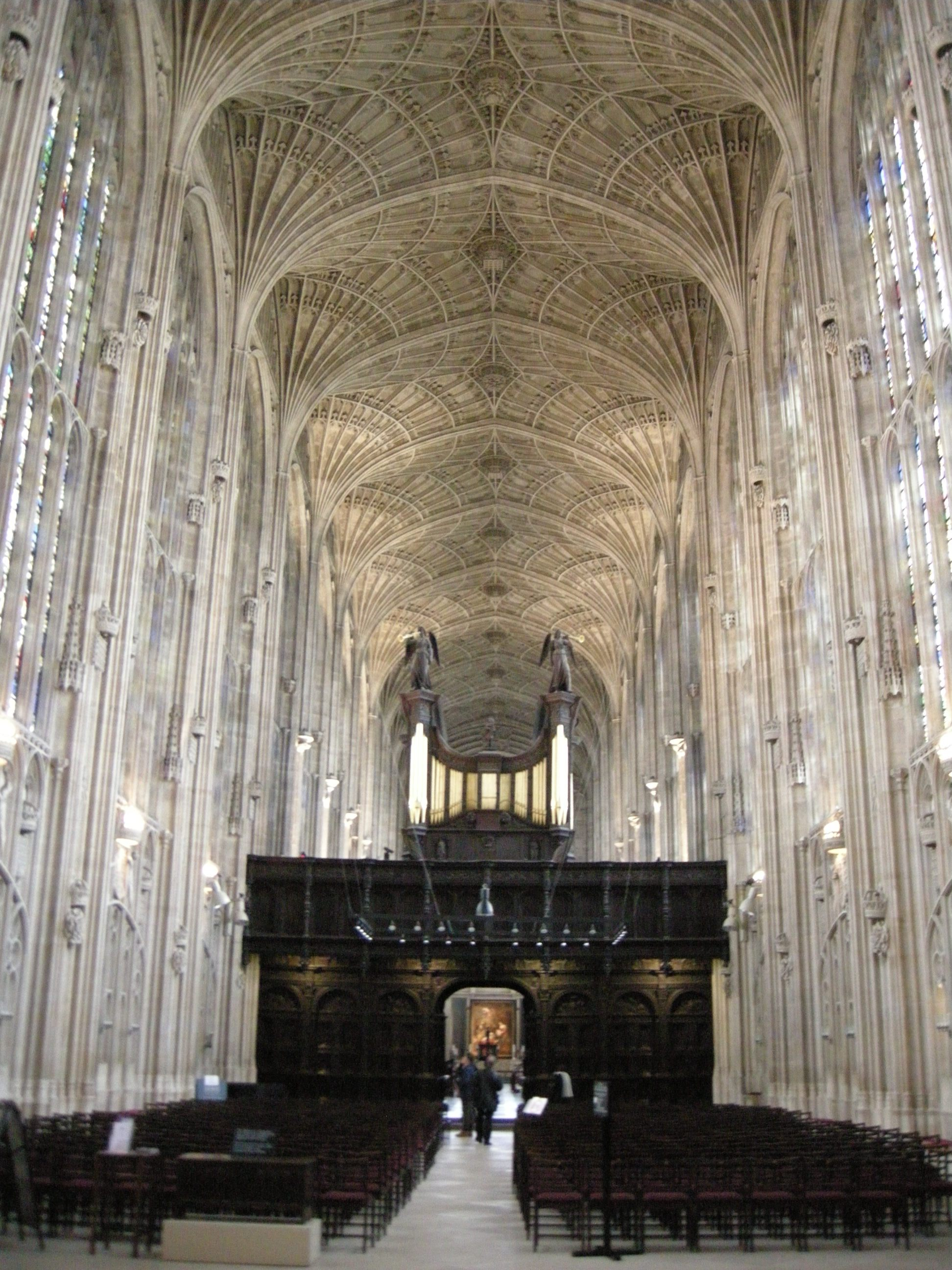
Vue centrale dans la nef.